# Burhan Sönmez
Burhan Sönmez (Haymana, 1965) è un avvocato, scrittore e giornalista turco di etnia curda. Il suo primo libro North (Kuzey) è stato pubblicato nel 2009 in Turchia. Il suo secondo romanzo, Gli innocenti (Masumlar), è stato pubblicato nel 2011. Il suo terzo romanzo, Istanbul Istanbul, è stato pubblicato nel 2015. Labirinto, il suo quarto romanzo, è stato pubblicato nel 2018.

## Biografia
Burhan Sönmez è nato ad Haymana, a poca distanza da Ankara, ed è cresciuto parlando turco e curdo. Ha fatto l'avvocato a Istanbul, e ha fondato TAKSAV (Fondazione per la Ricerca Sociale, Cultura e Arte) che è un'associazione culturale improntata all'attivismo sociale. È anche stato membro della Human Rights Society e il 24 settembre 2021 è stato eletto presidente mondiale di PEN International.
Sönmez scrive su vari giornali e riviste, concentrandosi su temi letterari, culturali e politici. In Italia ha scritto per l'Unità.
In Turchia è stato gravemente ferito durante uno scontro con la polizia nel 1996 ed è poi stato costretto a trasferirsi in Inghilterra per ricevere cure adeguate con il supporto dell'organizzazione benefica Freedom from Torture.
Ha iniziato a scrivere durante i mesi di riabilitazione. Oggi i suoi libri sono tradotti in più di venti paesi.
Anche se è sempre stato interessato alla poesia e ha vinto dei premi in due concorsi nazionali, si è poi dedicato alla scrittura di romanzi. Il suo interesse per la scrittura, la narrazione e la letteratura moderna è radicato nelle storie e nelle leggende tradizionali con cui è stato educato. Cresciuto in un villaggio remoto senza elettricità, sin da piccolo ha avuto il talento del narratore. L'infanzia ha infatti fornito prospettive, ispirazione e materiale per la sua scrittura
Ora vive tra Cambridge e Istanbul. È cittadino turco e britannico.

## Riconoscimenti
Gli innocenti ha ricevuto il Sedat Simavi Literature Prize, il più prestigioso premio letterario in Turchia.
Ha ricevuto il premio Disturbing the Peace assegnato dalla Vaclav Havel Library Foundation di New York (2017)
Ha vinto l'EBRD Literature Prize a Londra (2018) per il suo romanzo Istanbul Istanbul.

## Opere

### Romanzi
- North (Kuzey) - İthaki Yayınları, 2009.
- Gli innocenti (Sins and Innocents) - Del Vecchio Editore, 2014.
- Istanbul Istanbul - nottetempo, 2016.
- Labirinto (Labirint) - nottetempo, 2019.
- Pietra e Ombra - nottetempo, 2022.

### Saggi
- Cennet ile Cehennemin Evliliği - Ayrıntı Yayınları, 2016.
- Erdoğan: un uomo normale in Strongmen - nottetempo, 2019.